# Paraíso (Tabasco)
Paraíso – miasto na północy meksykańskiego stanu Tabasco, siedziba władz gminy o tej samej nazwie. Miasto położone jest w odległości około 4 km na południe od wybrzeża Zatoki Meksykańskiej oraz w podobnej odległości na zachód od dużego jeziora przybrzeżnego Mecoacán, o chrakterze laguny z zaroślami mangrowymi. Jest siedzibą jednego z centrów największego meksykańskiego koncernu petrochemicznego Pemex (Pétroleos Mexicanos). W 2010 roku ludność miasta liczyła 25 186 mieszkańców.